# Pete Aguilar
Pete Aguilar właściwie Peter Rey Aguilar (ur. 19 czerwca 1979 w Fontana) – amerykański polityk, członek Partii Demokratycznej.

## Działalność polityczna
Od 2010 do 2014 był burmistrzem Redlands. Następnie od 3 stycznia 2015 jest przedstawicielem 31. okręgu wyborczego w stanie Kalifornia w Izbie Reprezentantów Stanów Zjednoczonych.